# Tranzycja płciowa
Tranzycja płciowa (ang. gender transition) – proces zmiany sposobu wyrażania swojej płci lub cech płciowych tak, aby były one zgodne z wewnętrznym poczuciem własnej tożsamości płciowej – koncepcją na to, co to znaczy być mężczyzną lub kobietą, czy też osobą niebinarną lub genderqueer. W przypadku osób transpłciowych i transseksualnych proces ten często wiąże się z terapią korekty płci, która może obejmować hormonalną terapię zastępczą oraz operacje korekty płci. Tranzycja jest procesem, a nie pojedynczym wydarzeniem i może trwać od kilku miesięcy do kilku lat. Tranzycja jest czasami mylona z operacją korekty płci (ang. gender confirmation surgeries, GCS), ale jest to tylko jeden z możliwych elementów tranzycji. Wiele osób, które przechodzi tranzycje, nie decyduje się na GCS, lub nie mają na to środków. Podczas gdy GCS jest procedurą chirurgiczną, tranzycja jest bardziej holistyczna i zazwyczaj obejmuje zmiany fizyczne, psychologiczne, społeczne i emocjonalne.

## Różne aspekty
Tranzycja jest to złożony proces obejmujący niektóre lub wszystkie związane z płcią aspekty życia człowieka, do których należą aspekty estetyczne, role społeczne, status prawny i biologiczne aspekty ciała. Ludzie mogą wybierać różne elementy w oparciu o własną tożsamość płciową, wygląd ciała, osobowość, finanse, a czasem także nastawienie innych. Wykorzystywany jest pewien stopień eksperymentowania, aby dowiedzieć się, jakie zmiany najlepiej do nich pasują. Tranzycja jest również zróżnicowana pomiędzy kulturami i subkulturami w zależności od różnic w poglądach społeczeństw na temat płci.

### Aspekty społeczne, psychologiczne i estetyczne
Społeczny proces tranzycji rozpoczynamy od wyjścia, czyli od poinformowania innych osób o tym, że jest się osobą transpłciową. Od tego momentu świeżo upieczona osoba transpłciowa może przyjąć nowe imię i może poprosić innych, aby się do niej odnieśli, używając zestawu zaimków innych niż wcześniej. Relacje interpersonalne często nabierają odmiennej dynamiki stosownie do płci; to, co kiedyś było relacją między osobami przeciwnej płci, teraz jest relacją między osobami tej samej płci i vice versa. Role płci i oczekiwania społeczne często zmieniają się wraz z przebiegiem tranzycji. Aspekty estetyczne i moda są również powszechnie brane pod uwagę w procesie tranzycji. Osoby w okresie tranzycji często zmieniają rodzaj ubrań i dodatków, które noszą, inaczej układają włosy i stosują nowe techniki pielęgnacji lub makijażu, aby poprawić swój wygląd.
Często zmieniają się również poglądy danej osoby na temat płci w ogóle, co może mieć wpływ na ich przekonania religijne, filozoficzne lub polityczne.

### Aspekty prawne
Osoby transpłciowe w wielu częściach świata mogą legalnie zmienić swoje imię na zgodne z ich tożsamością płciową. W niektórych regionach dopuszcza się również zmianę prawnego oznaczenia płci w dokumentach takich jak prawo jazdy, akty urodzenia i paszporty. Dokładne wymagania różnią się w zależności od regionu; niektóre z nich wymagają operacji korekty płci, podczas gdy wiele z nich nie.